# Lilian Egloff
Lilian Egloff, né le 20 août 2002 à Heilbronn en Allemagne, est un footballeur allemand qui joue au poste de milieu offensif au Karlsruher SC.

## Biographie

### En club
Né à Heilbronn en Allemagne, Lilian Egloff commence le football au TSG Bretzfeld-Rappach avant d'être formé par le VfB Stuttgart, qu'il rejoint en 2012. Il joue son premier match en professionnel le 5 février 2020, à l'occasion d'une rencontre de coupe d'Allemagne face au Bayer Leverkusen. Il entre en jeu lors de cette rencontre perdue par son équipe par deux buts à zéro,.
Le 20 août 2020, jour de ses 18 ans, Egloff prolonge son contrat avec son club formateur jusqu'en juin 2024,.
Egloff fait sa première apparition en Bundesliga, l'élite du football allemand, le 17 octobre 2020 contre le Hertha Berlin. Il entre en jeu à la place de Gonzalo Castro et son équipe l'emporte (0-2 score final).

### En équipe nationale
Lilian Egloff représente l'équipe d'Allemagne des moins de 15 ans. Il ne joue qu'un seul match avec cette sélection, le 6 août 2017 face aux Pays-Bas.